# Головчик (струмок)
Головчик, Головчин — струмок (річка) в Україні у Свалявському районі Закарпатської області. Права притока річки Боржави (басейн Дунаю).

## Опис
Довжина струмка приблизно 4,91 км, найкоротша відстань між витоком і гирлом — 4,49  км, коефіцієнт звивистості річки — 1,09 . Формується багатьма гірськими струмками.

## Розташування
Бере початок на південно-східних схилах гори Іволово (1415,4 м). Тече переважно на південний схід буковим лісом та понад горою Шавіна (958,4 м) і на північно-східній стороні від села Березники впадає у річку Боржаву, праву притоку річки Тиси.

## Цікаві факти
- На струмку існує декілька природних джерел[1].